# CODAD

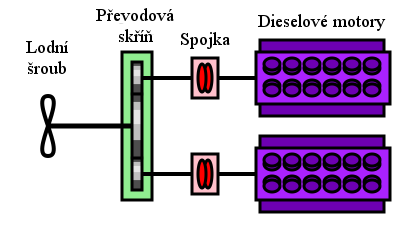
Schéma pohonného systému CODAD

CODAD (anglická zkratka za Combined diesel and diesel) je kombinovaný námořní pohonný systém, který používá zapojení dvou dieselmotorů. Ty přes spojku a převodovku pohánějí jeden společný lodní šroub. Převodovka slouží jednak k přenesení hnací síly obou motorů na jednu hřídel, ale také ke snížení otáček hřídele, aby lodní šroub mohl pracovat efektivně. Spojka umožňuje volit mezi konfigurací pohonu, kdy běží pouze jeden z motorů a druhý je odpojen, či kdy pracují oba.